# Mikko Hauhia
Mikko Hauhia (Lahti, Finlandia; 3 de septiembre de 1984) es un exfutbolista finés que se desempeñaba como lateral derecho.

## Estadísticas
| Club | Div.          | Temporada     | Liga (1) | Liga (1) | Liga (1) | Copas (2) | Copas (2) | Copas (2) | Internacional (3) | Internacional (3) | Internacional (3) | Total (4) | Total (4) | Total (4) | Media goleadora |
| Club | Div.          | Temporada     | Part.    | Goles    | Asist.   | Part.     | Goles     | Asist.    | Part.             | Goles             | Asist.            | Part.     | Goles     | Asist.    | Media goleadora |
| --- | ------------- | ------------- | -------- | -------- | -------- | --------- | --------- | --------- | ----------------- | ----------------- | ----------------- | --------- | --------- | --------- | --------------- |
| FC Lahti · Finlandia | 1.ª           | 2003          | 21       | 0        | 0        | -         | -         | -         | -                 | -                 | -                 | 21        | 0         | 0         | 0               |
| FC Lahti · Finlandia | 1.ª           | 2004          | 22       | 1        | 0        | -         | -         | -         | -                 | -                 | -                 | 22        | 1         | 0         | 0.05            |
| FC Lahti · Finlandia | 1.ª           | 2005          | 23       | 0        | 0        | -         | -         | -         | -                 | -                 | -                 | 23        | 0         | 0         | 0               |
| FC Lahti · Finlandia | 1.ª           | 2006          | 20       | 1        | 0        | -         | -         | -         | -                 | -                 | -                 | 20        | 1         | 0         | 0.05            |
| FC Lahti · Finlandia | 1.ª           | 2007          | 26       | 1        | 1        | -         | -         | -         | -                 | -                 | -                 | 26        | 1         | 1         | 0.04            |
| FC Lahti · Finlandia | 2.ª           | 2011          | 24       | 2        | 0        | 2         | 1         | 0         | -                 | -                 | -                 | 26        | 3         | 0         | 0.12            |
| FC Lahti · Finlandia | 1.ª           | 2012          | 32       | 2        | 1        | 7         | 0         | 0         | -                 | -                 | -                 | 39        | 2         | 1         | 0.05            |
| FC Lahti · Finlandia | 1.ª           | 2013          | 32       | 1        | 4        | 10        | 0         | 0         | -                 | -                 | -                 | 42        | 1         | 4         | 0.02            |
| FC Lahti · Finlandia | 1.ª           | 2014          | 33       | 1        | 1        | 9         | 1         | 0         | -                 | -                 | -                 | 42        | 2         | 1         | 0.05            |
| FC Lahti · Finlandia | 1.ª           | 2015          | 33       | 0        | 0        | 7         | 1         | 0         | 2                 | 0                 | 0                 | 42        | 1         | 0         | 0.02            |
| FC Lahti · Finlandia | 1.ª           | 2016          | 33       | 2        | 5        | 10        | 2         | 0         | -                 | -                 | -                 | 43        | 4         | 5         | 0.09            |
| FC Lahti · Finlandia | 1.ª           | 2017          | 33       | 0        | 3        | 4         | 0         | 0         | -                 | -                 | -                 | 37        | 0         | 3         | 0               |
| FC Lahti · Finlandia | 1.ª           | 2018          | 33       | 1        | 1        | 6         | 0         | 0         | 2                 | 0                 | 0                 | 41        | 1         | 1         | 0.02            |
| FC Lahti · Finlandia | 1.ª           | 2019          | 28       | 0        | 1        | 6         | 0         | 0         | -                 | -                 | -                 | 34        | 0         | 1         | 0               |
| FC Lahti · Finlandia | Total club    | Total club    | 393      | 12       | 16       | 61        | 5         | 0         | 4                 | 0                 | 0                 | 458       | 17        | 17        | 0.04            |
| HJK Helsinki · Finlandia | 1.ª           | 2008          | 21       | 0        | 2        | 2         | 0         | 0         | -                 | -                 | -                 | 23        | 0         | 2         | 0               |
| HJK Helsinki · Finlandia | 1.ª           | 2009          | 25       | 0        | 1        | 10        | 0         | 0         | 2                 | 0                 | 1                 | 37        | 0         | 1         | 0               |
| HJK Helsinki · Finlandia | 1.ª           | 2010          | 1        | 0        | 0        | -         | -         | -         | -                 | -                 | -                 | 1         | 0         | 0         | 0               |
| HJK Helsinki · Finlandia | Total club    | Total club    | 47       | 0        | 3        | 12        | 0         | 0         | 2                 | 0                 | 1                 | 61        | 0         | 4         | 0               |
| Klubi-04 · Finlandia | 2.ª           | 2010          | 3        | 0        | 0        | -         | -         | -         | -                 | -                 | -                 | 3         | 0         | 0         | 0               |
| Klubi-04 · Finlandia | Total club    | Total club    | 3        | 0        | 0        | 0         | 0         | 0         | 0                 | 0                 | 0                 | 3         | 0         | 0         | 0               |
| A. B. Dinamarca | 2.ª           | 2010          | 14       | 1        | 2        | -         | -         | -         | -                 | -                 | -                 | 14        | 1         | 2         | 0.07            |
| A. B. Dinamarca | Total club    | Total club    | 14       | 1        | 2        | 0         | 0         | 0         | 0                 | 0                 | 0                 | 14        | 1         | 2         | 0.07            |
| Total carrera | Total carrera | Total carrera | 457      | 13       | 22       | 73        | 5         | 0         | 6                 | 0                 | 1                 | 536       | 18        | 23        | 0.03            |
| (1) Resaltados los goles que le proclamaron máximo goleador del campeonato. (2) Incluye datos de la Copa de la Liga de Finlandia; Copa de Finlandia. (3) Incluye datos de la Copa de la UEFA / Liga Europa de la UEFA; Recopa de Europa de la UEFA; Liga de Campeones de la UEFA; Copa Intertoto de la UEFA. (4) No incluye goles en partidos amistosos. |               |               |          |          |          |           |           |           |                   |                   |                   |           |           |           |                 |

## Palmarés

### Campeonatos nacionales
| Título                       | Club         | País      | Año  |
| ---------------------------- | ------------ | --------- | ---- |
| Copa de Finlandia            | HJK Helsinki | Finlandia | 2008 |
| Veikkausliiga                | HJK Helsinki | Finlandia | 2009 |
| Veikkausliiga                | HJK Helsinki | Finlandia | 2010 |
| Copa de la Liga de Finlandia | FC Lahti     | Finlandia | 2013 |
| Copa de la Liga de Finlandia | FC Lahti     | Finlandia | 2016 |

## Distinciones individuales
| Distinción                                           | Año         |
| ---------------------------------------------------- | ----------- |
| Jugador con más partidos del FC Lahti (458 partidos) | Actualmente |